# Водна ябълка
Водната ябълка (Syzygium aqueum) е вид дърво от семейство Миртови (Myrtaceae). Често се среща под името водниста розова ябълка; като „водна ябълка“ и „плодове звънец“ могат да се отнасят до всеки вид Syzygium, отглеждан за плодовете му.

## Описание
Плодът е ядлив, восъчен, хрупкав, месесто жълт или боровинково червен, с форма на звънец.

## Разпространение
Водната ябълка е по произход от Малезия, Нова Гвинея и Куинсланд. Дървото се нуждае от обилни валежи и може да оцелее в тропически местообитания, до 1600 м надморска височина.

## Приложения
Дървото се култивира заради дървесината и годните за консумация плодове. Плодът има много мек и леко сладък вкус, подобен на ябълките, и хрупкава водниста структура като вътрешността на динята. Това е основна част от плодовите насаждения в Югоизточна Азия, където е сезонно евтин продукт. Не се натъртва лесно и може да се запази месеци в домакински хладилник.
Във Филипините растението е известно на местно ниво като tambis и често се бърка с macopa (Syzygium samarangense).
Дървесината е твърда и от нея могат да се правят инструменти. Кората на дървото понякога се използва за билкови лекарства. Отглежда се в овощни градини, градини и паркове като декоративно растение. Листата са годни за консумация и понякога се използват за опаковане на храна.

## Галерия
- Цъфтеж
- Неузрели плодове
- Зрели плодове
- Зрели плодове
- Ферментирал ориз в листа от водна ябълка
- Листа
- Ствол
- Общ вид